# Metaxyaceae
Metaxyaceae, malena porodica papratnica iz razreda Cyatheales. Porodici pripada rod Metaxya, raširen od južnog Meksika do Brazila, kao i na nekim otocima, uključujući Trinidad i Guadeloupe.
Molekularne studije koje uspoređuju sekvence gena među papratima sugeriraju da Metaxyaceae treba smatrati primitivnim rođakom porodice cijatovki (Cyatheaceae).

## Rodovi
1. Amphidesmium Schott ex Kunze sinonim za  Metaxya C. Presl
2. Metaxya C. Presl